# Juan Carlos Galindo
Juan Carlos Galindo Vacha (Bogotá, 4 de marzo de 1962) es un abogado y jurista colombiano, egresado de la Pontificia Universidad Javeriana. Fue titular de la Registraduría Nacional del Estado Civil de enero a diciembre de 2007, y ocupando nuevamente el cargo para el periodo 2015-2019.

## Biografía
Juan Carlos Galindo estudió derecho en la Facultad de Ciencias Jurídicas de la Pontificia Universidad Javeriana, maestría en derecho y economía de seguros en la Universidad Católica de Lovaina en Bélgica, y doctorado cum laude en la Universidad de Salamanca en España por su tesis "La desinformación en la era de la democracia digital". Fue magistrado auxiliar de la Sala Civil de la Corte Suprema de Justicia de Colombia, procurador cuarto delegado ante el Consejo de Estado y Séptimo Delegado ante la Sección Quinta del mismo tribunal.
Ejerció como vicepresidente de la comisión de Control y Asuntos Electorales de la Procuraduría General de la Nación. Actualmente es profesor de derecho procesal administrativo y teoría del acto administrativo y procesos contenciosos en la Universidad Javeriana, así como conjuez del Consejo de Estado.
Entre 1989 y 1997, trabajo con su padre, el exconsejero de Estado Carlos Galindo Pinilla, en su despacho Galindo y Asociados, para que tiempo después Juan Carlos Galindo abriera el suyo propio. En 1999 fue magistrado auxiliar de la Sala de Casación Civil de la Corte Suprema de Justicia hasta 2001. Después fue procurador cuarto delegado ante la Sección Tercera del Consejo de Estado (2001-2002),  procurador séptimo delegado ante la Sección Quinta del Consejo de Estado (2002-2006), y Conjuez de la Sección Quinta del Consejo de Estado (2024). Así mismo se ha ejercido profesionalmente en su firma Galindo Vacha Abogados, así como siendo árbitro en la Cámara de Comercio de Bogotá en asuntos de Derecho de seguros y administrativo.

Como docente, en la Facultad de Ciencias Jurídicas de la Pontificia Universidad Javeriana se ha desempeñado como profesor de cátedra en Historia Universal del Derecho, Derecho Administrativo, Derecho Procesal Administrativo. Así mismo, fue director de la maestría de Derecho de Seguros en la misma universidad, donde dictaba Teoría del Acto Administrativo y Procesos Contenciosos.

## Publicaciones
- Código Contencioso Administrativo, con presentación, notas de concordancia y apéndice legislativo. Editorial Colombo Editores, Bogotá, 1994.
- Estatuto de Participación Ciudadana con presentación y notas de concordancia. Editorial Colombo Editores, Bogotá, 1995.
- Derecho Europeo de Sociedades, Pontificia Universidad Javeriana, Bogotá, 2002.
- Lecciones de Derecho Procesal Administrativo, Volumen I, Pontifica Universidad Javeriana, Bogotá, 2006.
- Lecciones de Derecho Procesal Administrativo, Volumen II, Pontifica Universidad Javeriana, Bogotá, 2006.
- Hacia un Nuevo Derecho Electoral, Pontificia Universidad Javeriana, Ediciones Depalma y Grupo Editorial Ibañez, Bogotá, 2010.
- Amparos y Coberturas de la Salud: Seguridad social, medicina prepagada y seguros privados, Pontificia Universidad Javeriana y Editorial Ibañez, 2011.
- Derecho Procesal Administrativo, Tomo I, Pontificia Universidad Javeriana y Editorial Temis, 2013.
- Balance de 25 años de jurisprudencia de la Corte Constitucional (Capítulo: Estudios de eficacia e impacto de las decisiones judiciales. Democracia y participación), Editorial Pontificia Universidad Javeriana, Bogotá, 2019.
- Teoría General del Seguro, Vol. 1 (Capítulo: Seguros de salud y medicina prepagada), Temis, 2023.